# 疏忽小煤炱
疏忽小煤炱（学名：Meliola praetervisa）是属于小煤炱目小煤炱科小煤炱属的一种真菌，寄生在润楠属植物上。该种分布于中国、印度尼西亚、美国、澳大利亚。